# Pays d’Horte et Tardoire
Das Pays d’Horte et Tardoire ist eine traditionelle Landschaft im Südosten des französischen Départements Charente in der Region Nouvelle-Aquitaine.

## Etymologie
Das Pays d’Horte et Tardoire ist nach der Forstlandschaft Forêt d’Horte und dem Fluss Tardoire benannt.

## Geographie

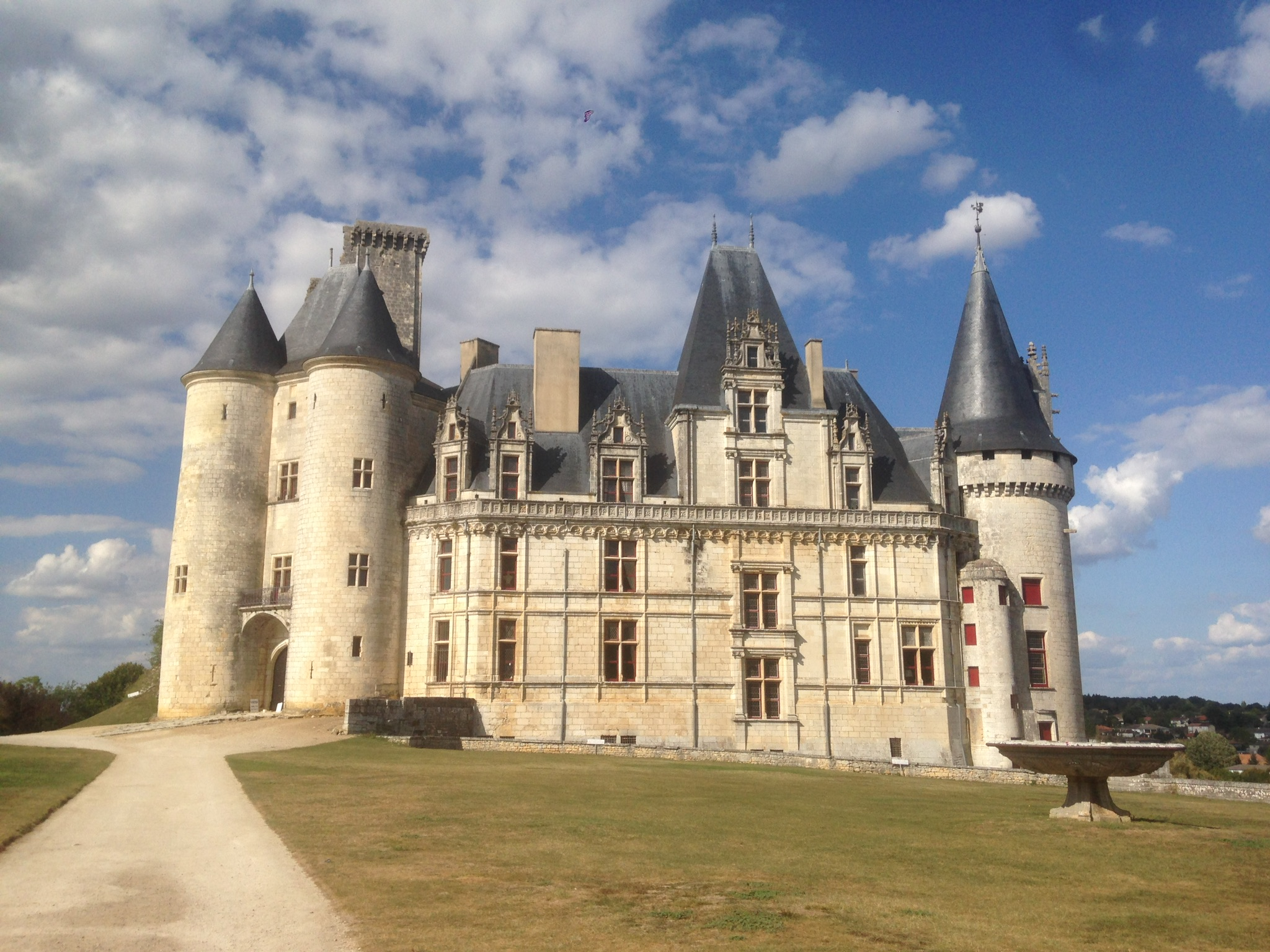
Das Schloss von La Rochefoucauld

Das Pays d’Horte et Tardoire, oft auch nur als Horte et Tardoire bezeichnet, Okzitanisch Òrta e Tardoira, ist eine Schöpfung jüngeren Datums. Die Landschaft bildet die Grenzregion zum Département Haute-Vienne weiter im Osten und zum Département Dordogne unmittelbar im Südosten. Es liegt am Übergang vom Aquitanischen Becken zum Massif Central. Sein Hauptort ist La Rochefoucauld. Nach Süden dehnt sich das Pays d’Horte et Tardoire bis nach Vaux-Lavalette aus, nach Norden bis nach Coulgens. Im Osten berührt es die Charente limousine mit den Gemeinden Écuras und Rouzède. Die Westgrenze bildet Angoulême mit dem Angoumois. Die Maximalerstreckung in Nord-Süd-Richtung beträgt rund 40 Kilometer, in der Ost-West-Ausdehnung sind es jedoch nur 20 Kilometer. Der höchste Punkt mit 254 Meter über Meereshöhe befindet sich in der Gemeinde Eymouthiers, der niedrigste mit 66 Meter an der Tardoire bei Coulgens.
Das Pays d’Horte et Tardoire wird von folgenden Landschaften umgeben:
- dem Confolentais im Norden
- dem Pays de la Vienne im Nordosten
- dem Nontronnais im Osten
- dem Ribéracois im Süden
- dem Montmorélien im Südwesten
- dem Angoumois im Westen
- dem Ruffécois im Nordwesten

Bedeutendere Gemeinden im Pays d’Horte et Tardoire sind (neben La Rochefoucauld):
- Charras
- Chazelles
- Dignac
- Grassac
- Gurat
- Marthon
- Montbron
- Villebois-Lavalette

Landschaftsgeographisch besteht das Pays d’Horte et Tardoire aus zwei verschiedenen Einheiten, die beide recht reich an archäologischen Zeugnissen und geschichtlichen Bauwerken (Monuments historiques) sind:
- die Kalkplateus vorwiegend linksseitig der Tardoire (Causses de Tardoire)
- die Wälder des Forêt d’Horte

### Causses de Tardoire

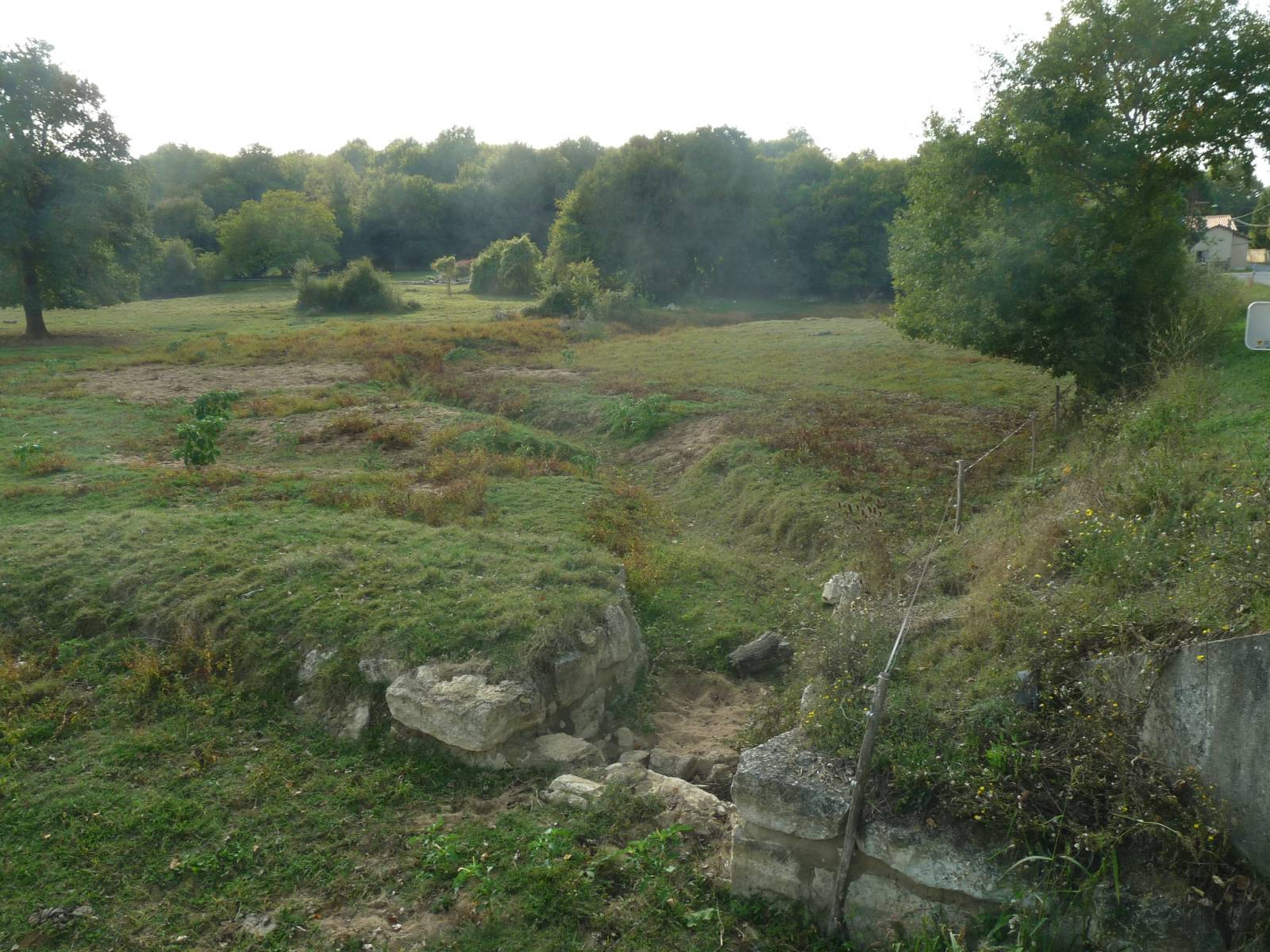
Flussschwinde des Bandiat bei Rivières, Charente

Die Causses de Tardoire, oft auch Causses de La Rochefoucauld, stellen eine Übergangszone zwischen dem kristallinen Grundgebirge des Massif Central und den Sedimenten der Charente-Ebene dar. Die Kalkplateaus sind stark verkarstet und werden von zahlreichen hydrologischen Kuriositäten wie beispielsweise Höhlen, Schachthöhlen und Flussschwinden durchsetzt. Sie sind großteils bewaldet wie beispielsweise im Forêt de la Braconne oder im Forêt de Quatre Vaux (auch Bois de Quatre Vaux). In Tallagen wird zwischen Nussbaumplantagen Getreide angebaut.

### Das Pays d’Horte
Das Pays d’Horte wird durch den Bandiat von den Causses de Tardoire abgetrennt. Die Landschaft ist sehr waldreich. Unter den Forsten ist der Forêt d’Horte
am bekanntesten. Kiefern, Kastanien und Eichen teilen sich die kargen Sand- und Kiesböden dieses Landstrichs.

## Hydrographie
Hauptsächliche Flussläufe sind die nach Nordwesten fließende Tardoire zwischen La Rochefoucauld und Montbron sowie der ebenfalls nach Nordwesten entwässernde Bandiat, der bei Agris als linker Nebenfluss in die Tardoire mündet (nur bei Hochwasser, ansonst versickert der Fluss bereits hinter Bunzac). Entlang der Westgrenze fließt in nordnordwestlicher Richtung die Échelle, die vermittels der Touvre in Richtung Charente entwässert. Der Südabschnitt des Pays d’Horte wird vom Voultron drainiert, der nach Süden zur Lizonne, dem Grenzfluss zum Ribéracois, abfließt.

## Geologie

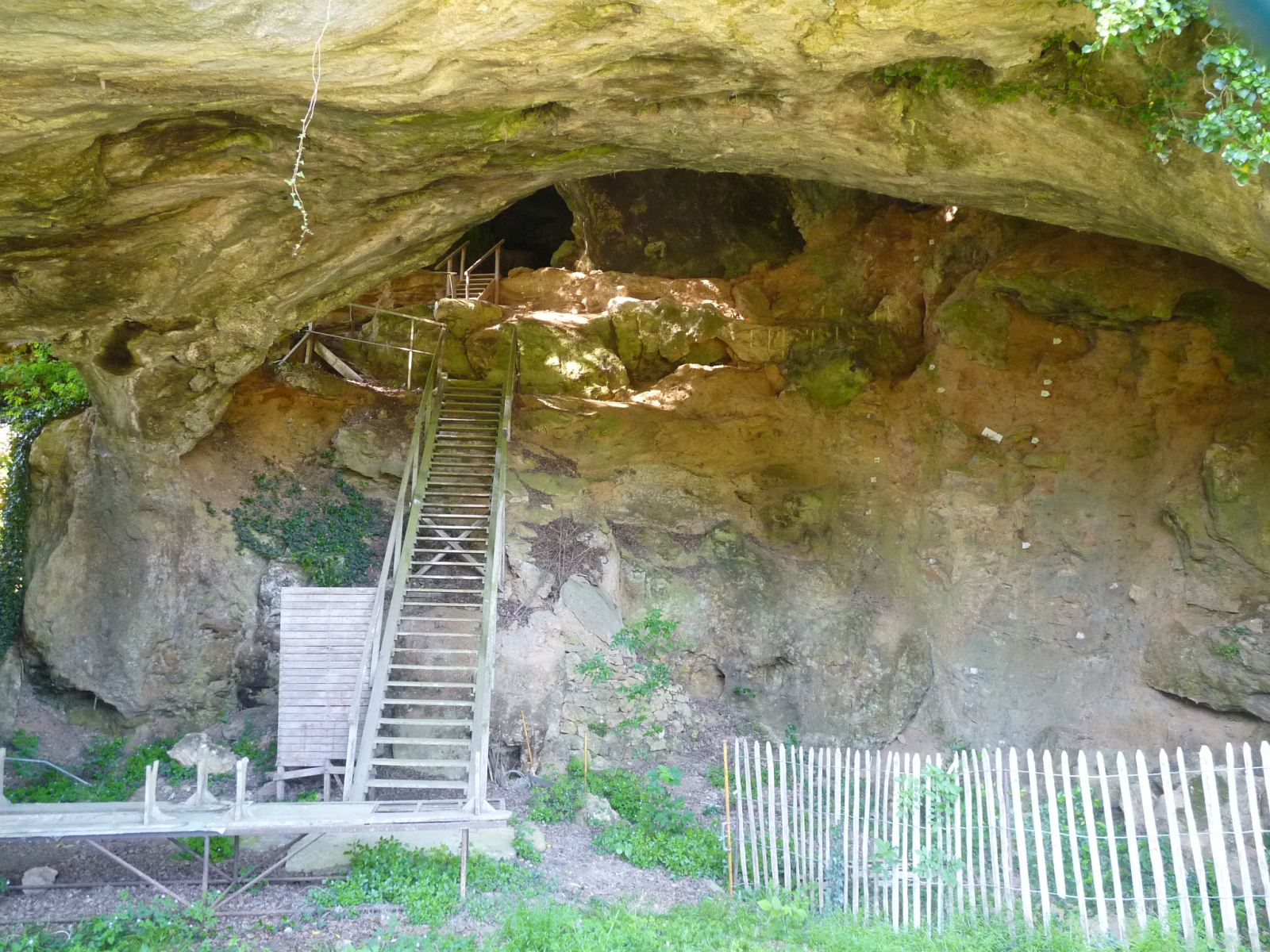
Höhle von Montgaudier bei Montbron in rekristallisiertem Bajocium

Geologisch wird das Pays d’Horte et Tardoire von flach liegenden Sedimenten des Aquitanischen Beckens unterlagert. Anstehend sind das Grundgebirge transgredierender Jura, diskordant aufliegende Oberkreide, diskordantes Tertiär und Quartär. Die bereits erwähnten Kalkplateaus an der Tardoire werden aus Schichten des Bajociums bis einschließlich Oxfordium aufgebaut (Dogger und unterer Malm). Der Forêt d’Horte liegt auf der Oberkreideabfolge Cenomanium bis Coniacium, die von Flusssedimenten des Tertiärs und deren pleistozänen Kolluvium verdeckt wird. Das Tal der Tardoire wird von drei Terrassensystemen des Pleistozäns gesäumt. Das Alluvium in den Flusstälern stammt aus dem Holozän.
Das metamorphe Grundgebirge erscheint östlich von Montbron mit dem stark tektonisierten Saint-Mathieu-Leukogranit und Migmatiten sowie der das Massif de l’Arbre aufbauenden grünschieferfaziellen Mazerolles-Einheit nördlich von Orgedeuil.

## Geschichte

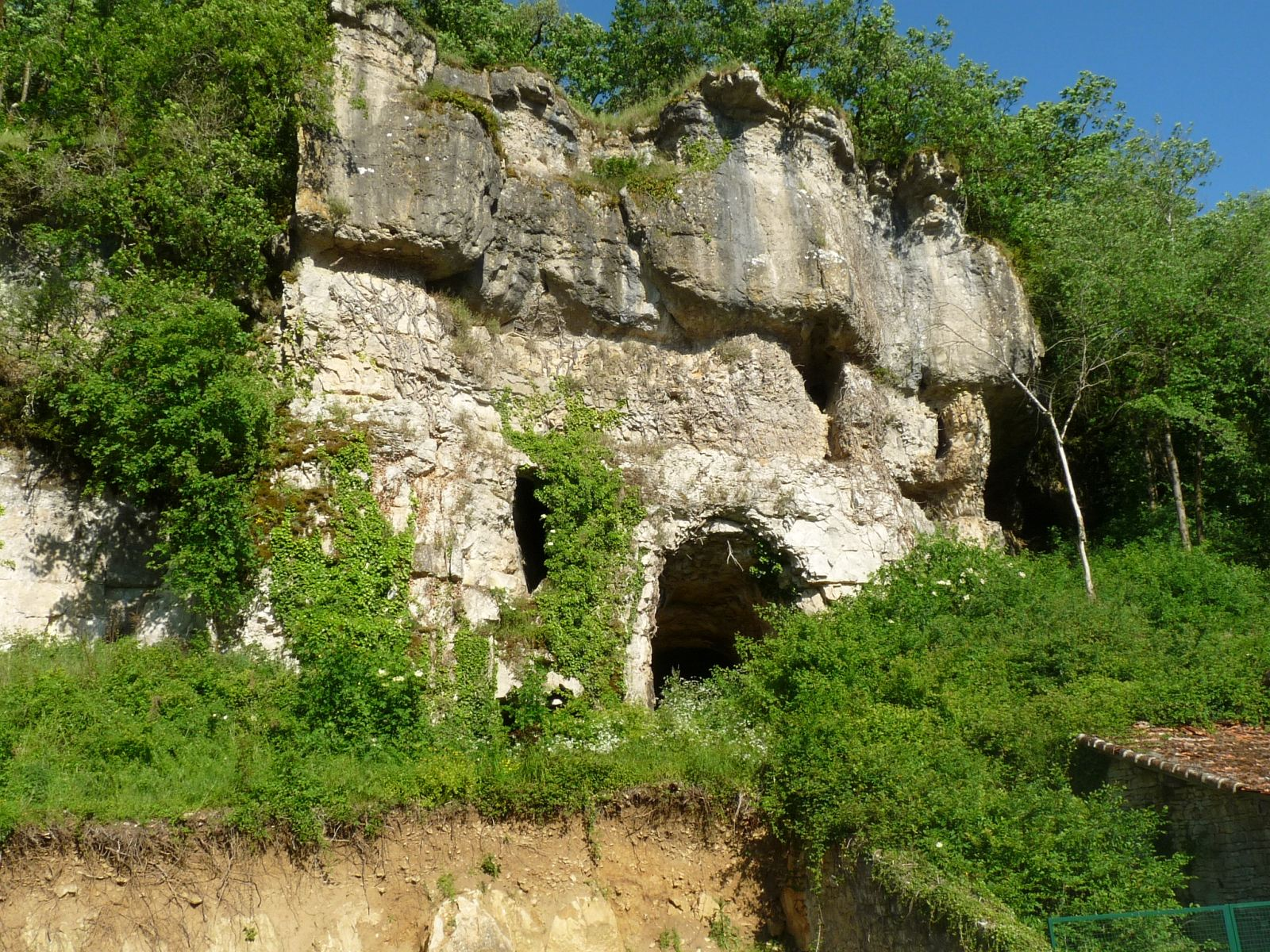
Höhle Grotte du Placard bei Vilhonneur in rekristallisiertem Bajocium

Die Täler der Tardoire und des Bandiat wurden schon sehr früh von Menschen aufgesucht, wie zahlreiche prähistorische Fundstätten eindeutig belegen. So beherbergen die Jurafelsen auf der linken Flussseite der Tardoire mehrere Höhlen und Abris. Beispiele sind:
- die Fundstätte La Chaise mit menschlichen Überresten aus dem Altpaläolithikum
- das Abri-Höhlensystem von Montgaudier mit Funden aus dem Mittelpaläolithikum bis hinein in die Bronzezeit
- der Höhlen-Abrikomplex von Vilhonneur mit Artefakten des Magdaléniens und des Solutréens sowie aus der Bronzezeit und der frühen Eisenzeit. Menschliche Überreste aus dem Jungpaläolithikum fanden sich in der Grotte du Visage. Die Grotte du Placard bei Rochebertier enthält Höhlenmalereien desselben Stils wie in Pech Merle. Auch römische Münzen wurden hier angetroffen. Der Abri du Bois-du-Roc wurde leider noch vor einer wissenschaftlichen Untersuchung geplündert.

Weitere bekannte Fundstätten sind der Roc-de-Sers (Jungpaläolithikum) bei Sers und La Quina bei Gardes-le-Pontaroux, wobei in letzterer Neandertaler entdeckt wurden. In Angoulême sind bisher mehr als 200.000 Artefakte aus dem Jungpaläolithikum bekannt.

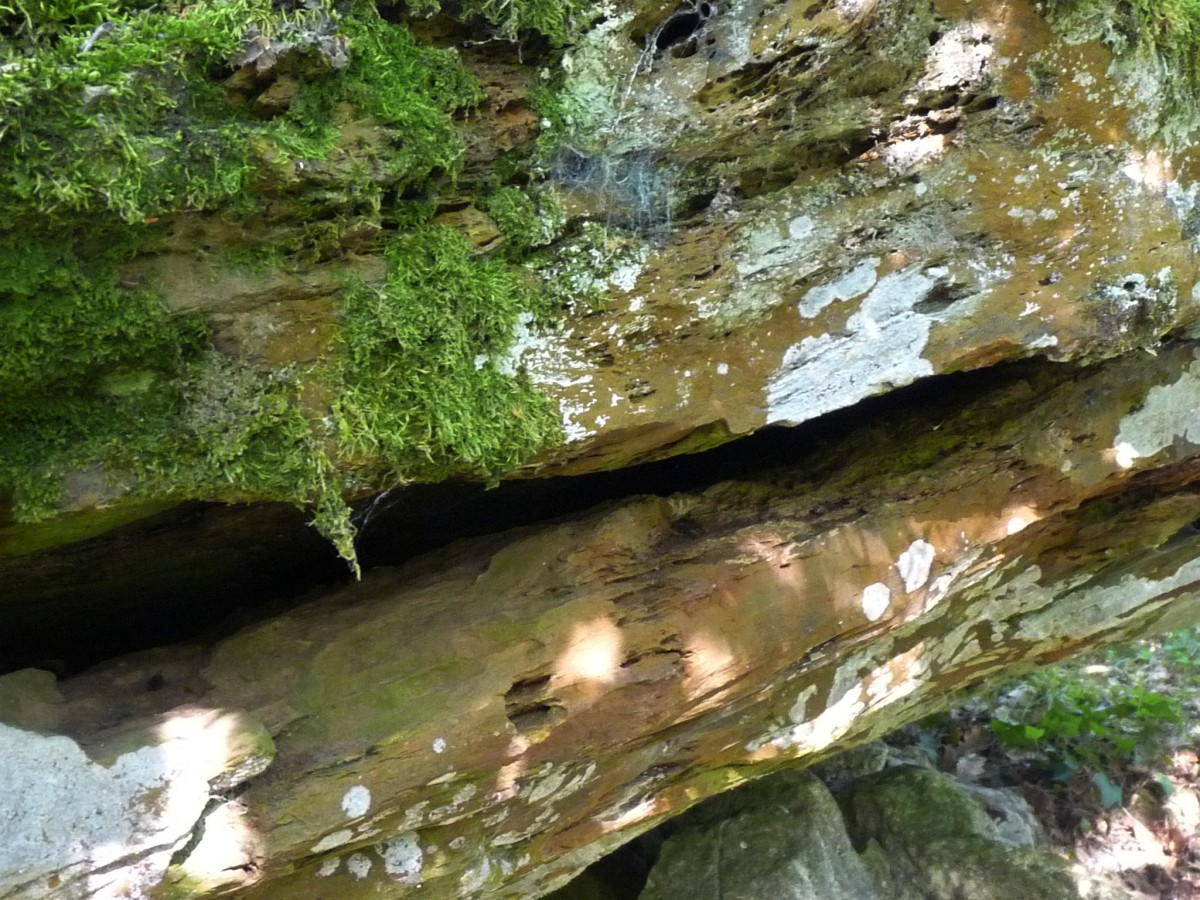
Dolmen Pierre Rouge von Édon

Aus der Megalithzeit stammen einige Dolmen, beispielsweise bei Édon (Nekropole von Édon) und Ronsenac. Sie dürften auf zirka 2900 bis 1800 v. Chr. zurückgehen. Keramikreste können dem Kulturkreis Vienne-Charente zugeordnet werden.
Spuren aus der Bronzezeit sind ein Flachbeil der chalkolithischen Artenac-Kultur von Édon.
Beachtenswert ist der Fund eines gallischen Helms aus dem 4. Jahrhundert v. Chr. bei Agris (Helm von Agris). Eine gallorömische Grabstätte liegt auf dem Gemeindegebiet von Ronsenac. Auf dem Sporn von Angoulême stand einst ein Oppidum mit Funden aus der Eisenzeit bis in die gallorömische Epoche.
Nordöstlich von Ronsenac führte einst die Römerstraße Saintes-Périgueux (Chemin Boisné) vorbei. Südlich von Mornac kreuzten sich die Römerstraßen Angoulême-Limoges und Poitiers-Périgueux. Die Überreste römischer Villen (pars urbana) finden sich bei Villebois-Lavalette (Funde von Tegulae), sowie mit Mosaiken im Gemeindegebiet von Montbron. Montbron hat sehr wahrscheinlich auch ein römisches Oppidum besessen.
Die Völkerwanderung sah im Jahr 407 den Durchzug der Vandalen, die Angoulême verwüsteten. Ihnen folgten ab 412 die Westgoten, die sich in der Region niederließen und erst 508 vom Frankenherrscher Chlodwig I. besiegt wurden.
Im 6. Jahrhundert wird in Angoulême eine erste Abtei gegründet, die Abtei Saint-Cybard.
Im Jahr 732 ziehen die Araber auf ihrem Weg nach Norden durch die Region und verwüsten Angoulême.
Aus der Merowingerzeit sind in Ronsenac Überreste eines Sarkophags erhalten, welcher entweder den Westgoten oder den Franken zuzuordnen ist. Zwischen 760 und 768 eroberte Pippin der Kurze Aquitanien. Karl der Große hielt sich 768 in der Region auf, um gegen Aufständische im Périgord vorzugehen.
Im 9. Jahrhundert kommt es zu Überfällen der Wikinger, die über die Charente in den Jahren 848 und 863 Angoulême plündern. Die Wikingergefahr wurde erst gegen 930 endgültig gebannt.
Sehenswürdigkeiten aus dem Mittelalter sind:
- die Festung von Villebois-Lavalette aus dem 10. Jahrhundert
- die Felsenkirche (Chapelle Saint-Georges) von Gurat aus dem 12. Jahrhundert
- die romanische Pfarrkirche Saint-Maurice in Montbron aus dem 12. Jahrhundert
- das Kloster Grosbois bei Charras
- das Kloster Rauzet bei Combiers

Der Hundertjährige Krieg griff auch auf das Pays d’Horte et Tardoire über. So brandschatzten beispielsweise die Engländer die Festung Marthon im Jahr 1347. Im Jahr 1360 wurde Angoulême englisch.
In den Hugenottenkriegen war Angoulême ab 1568 protestantisch. Im selben Jahr vertrieben die Hugenotten die Mönche im Kloster Grosbois und die Klosterkirche wurde stark beschädigt. Schwere Zerstörungen erlitten auch Villebois-Lavalette, die Domäne La Couronne bei Marthon und die Abtei Saint-Cybard in Angoulême.
Der Dechristianisierung während der Französischen Revolution fiel das Kloster Grosbois zum Opfer, deren Mönche verjagt wurden.

## Verwaltung
Als Pays d’Horte et Tardoire wird verwaltungsmäßig ein Zusammenschluss von 50 Gemeinden (Syndicat intercommunal) im Arrondissement Angoulême bezeichnet, der sich auf folgende Kantone verteilt:
- Kanton Boëme-Échelle
- Kanton Touvre-et-Braconne
- Kanton Tude-et-Lavalette
- Kanton Val de Tardoire.

Außerdem zuständig sind die Gemeindeverbände (Communauté de communes):
- Communauté d’agglomération du Grand Angoulême (städtischer Verbund)
- Communauté de communes La Rochefoucauld-Porte du Périgord
- Communauté de communes Lavalette Tude Dronne.

## Photogalerie

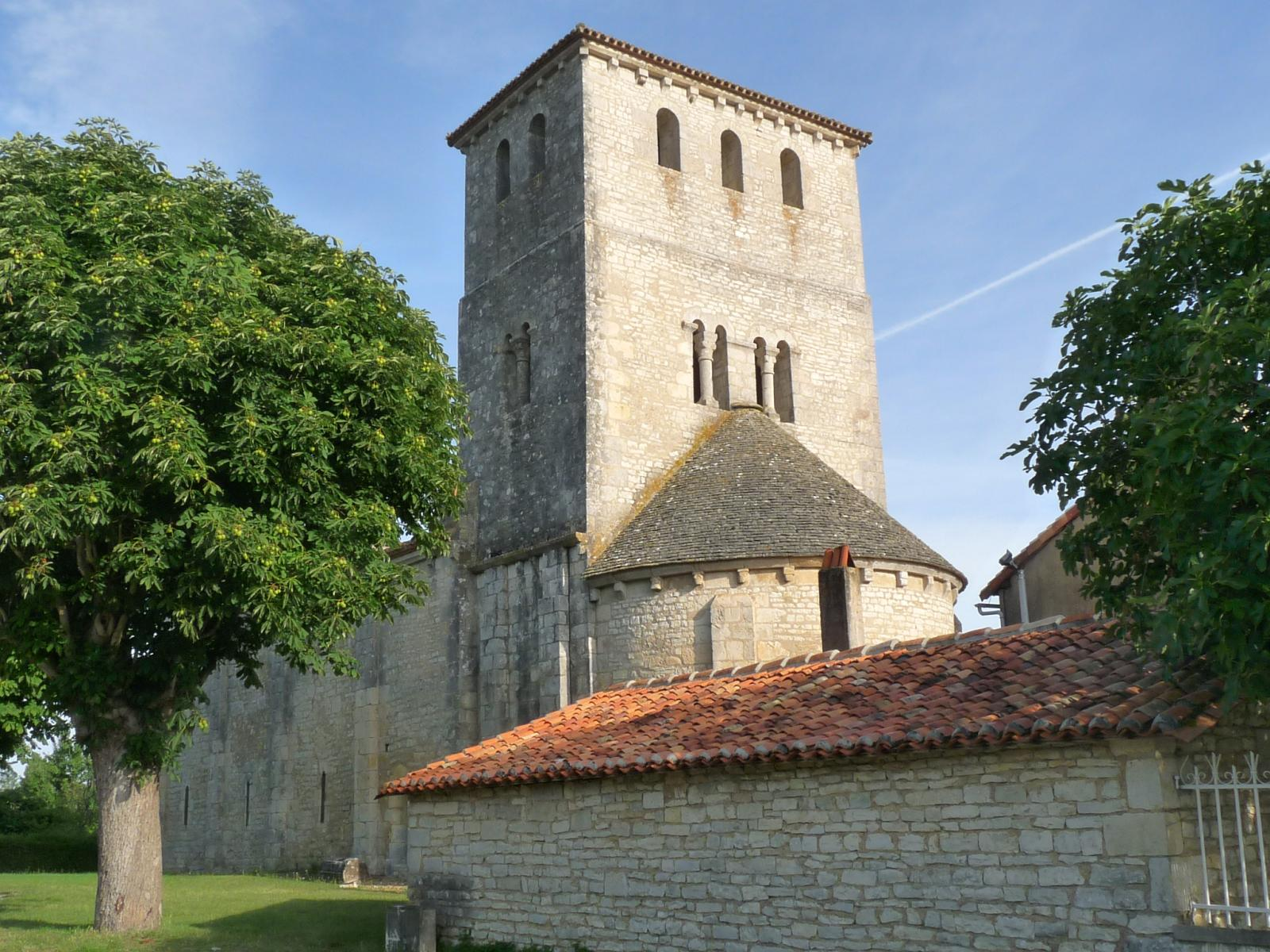
Kirche Saint-Jean-Baptiste in Coulgens
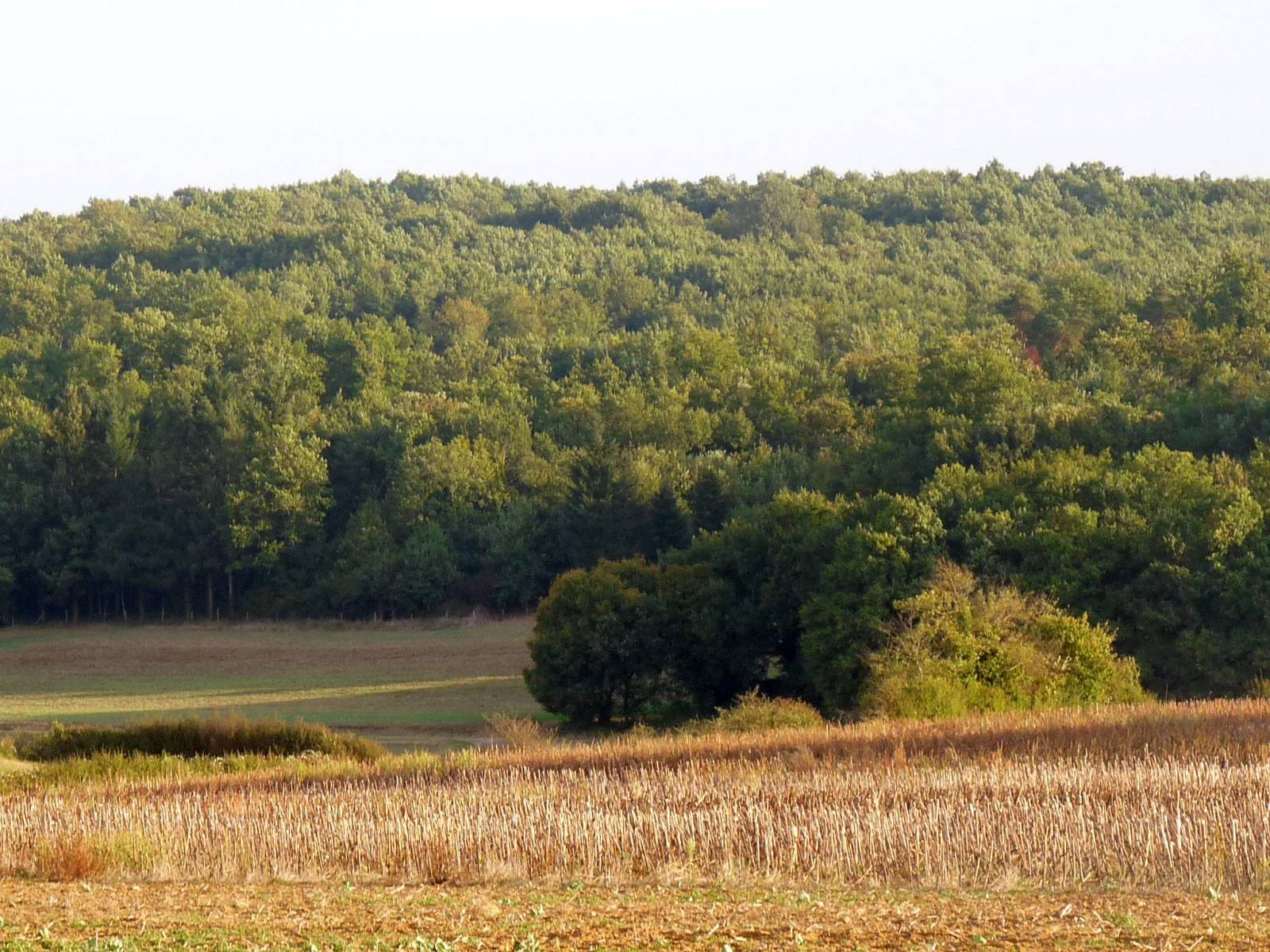
Der Forst Forêt de Quatre Vaux bei Agris
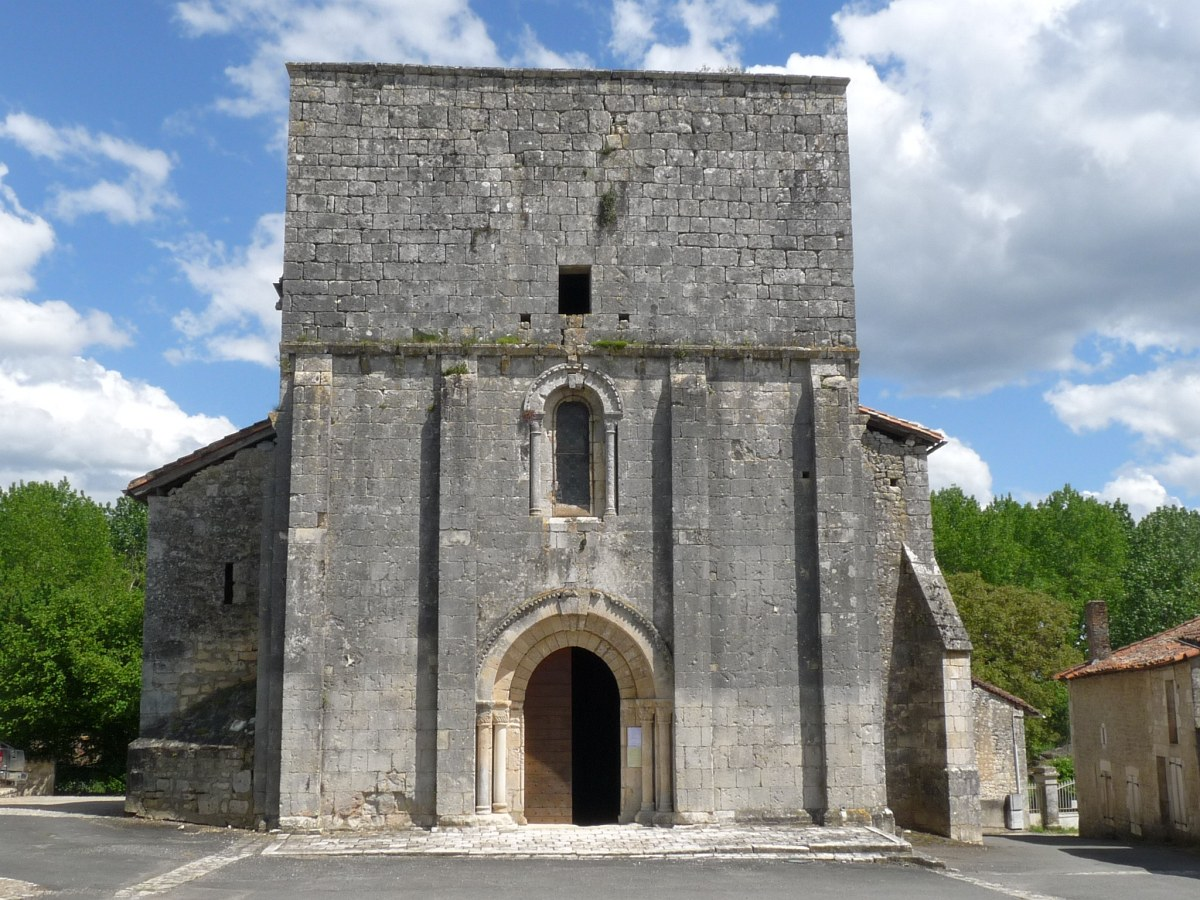
Die Kirche Saint-Caprais in Agris
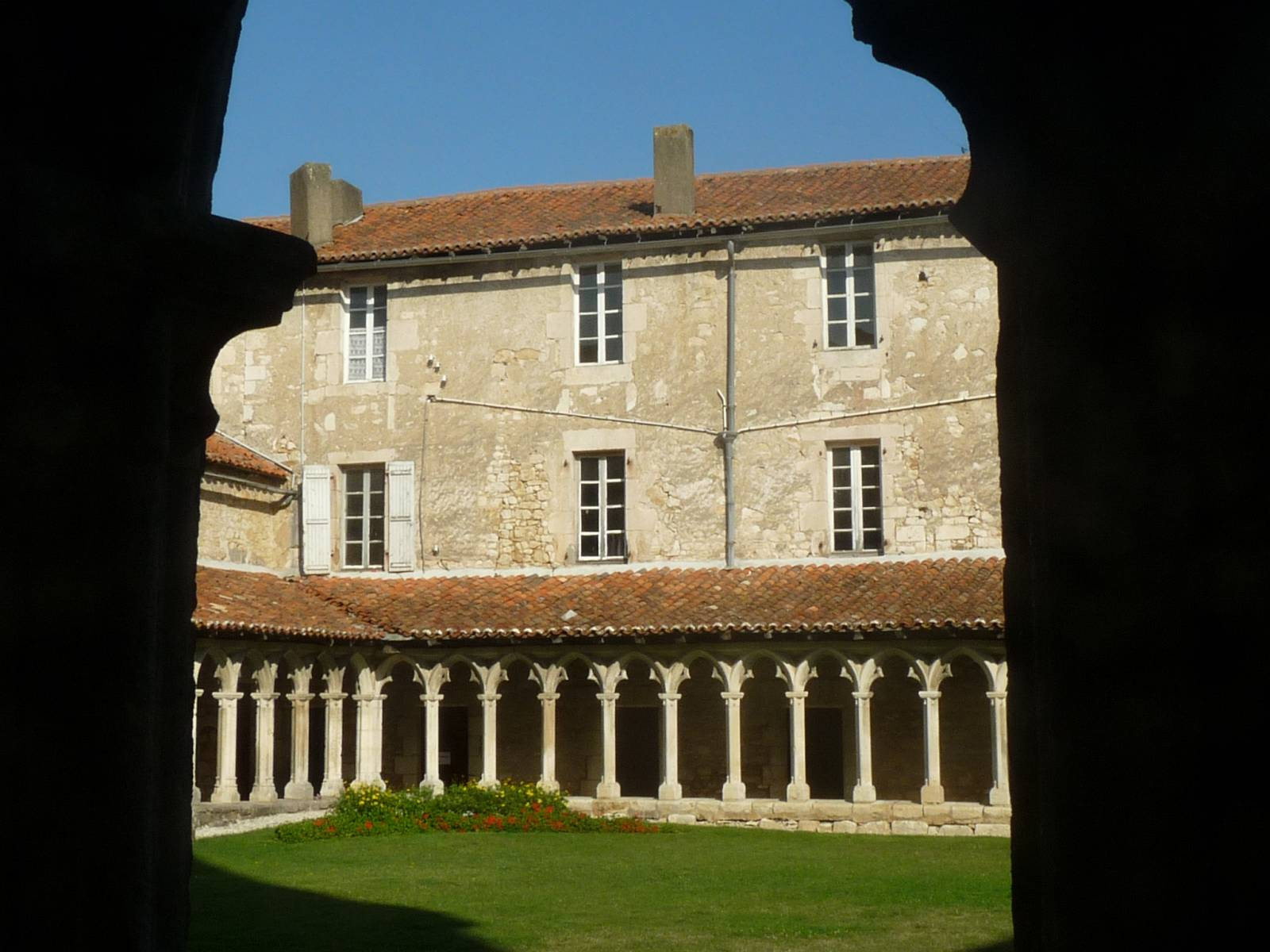
Konvent der Karmeliten in La Rochefoucauld
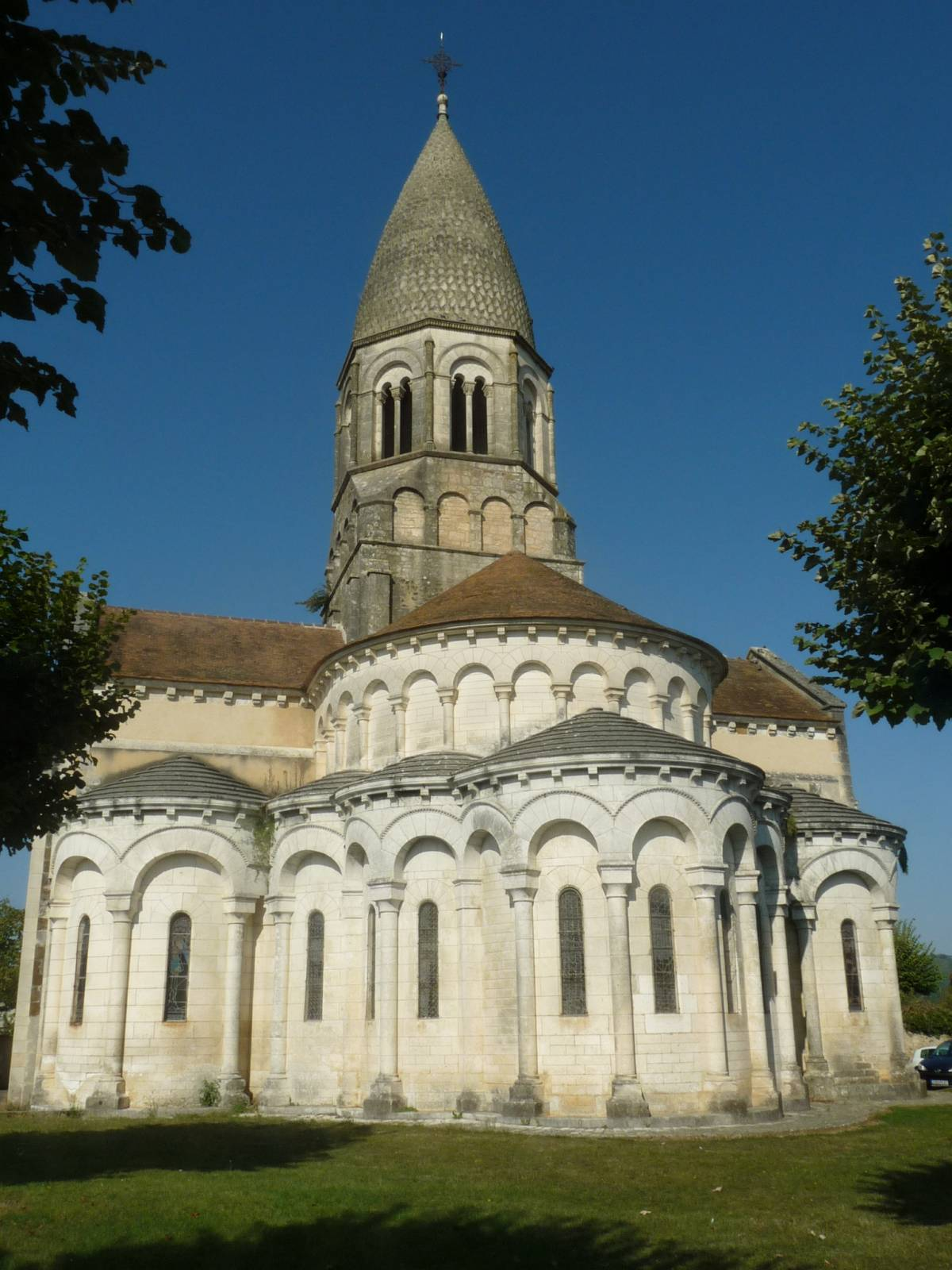
Kirche Saint-Maurice in Montbron
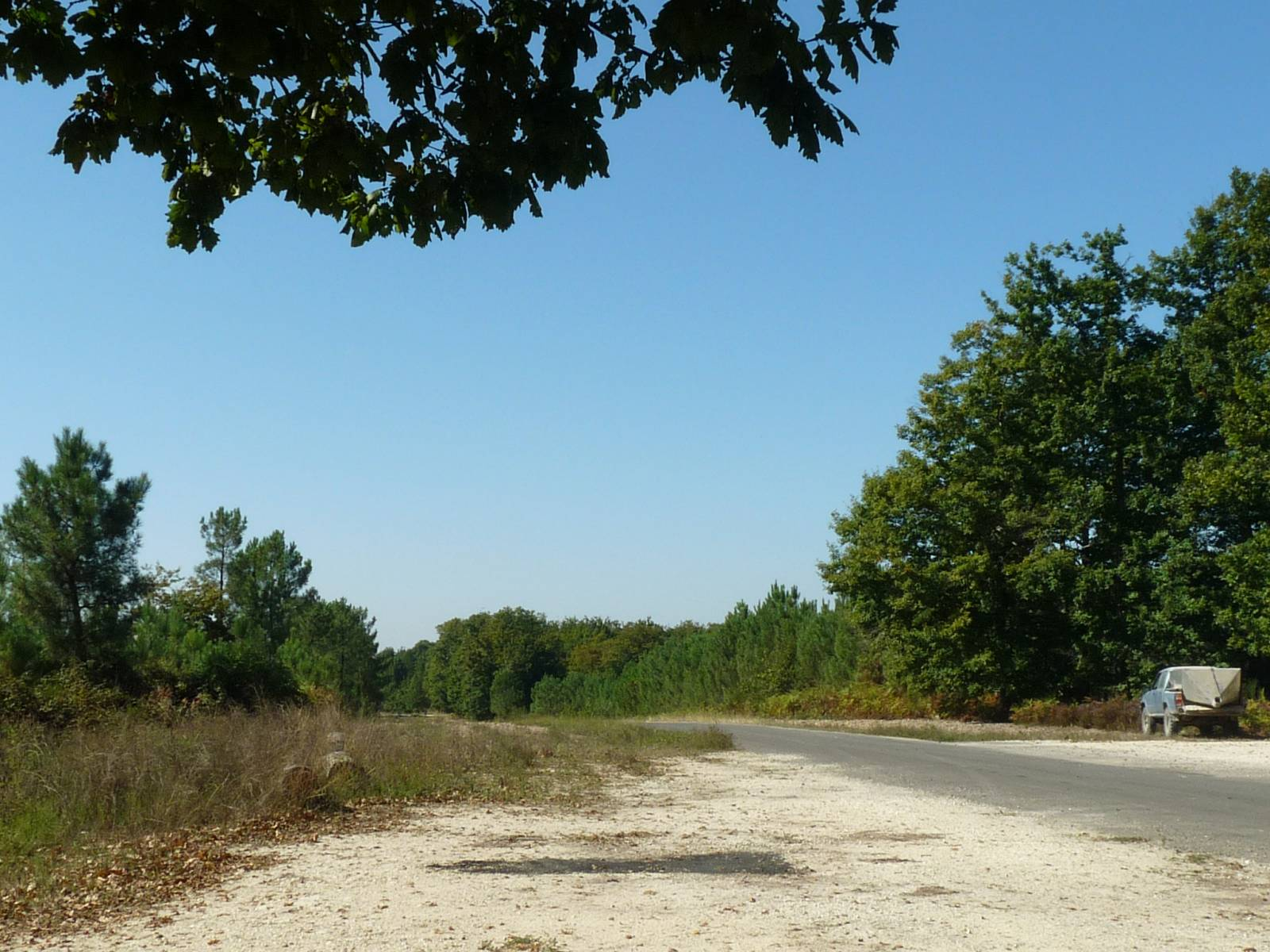
Der Forst Forêt d’Horte bei Grassac
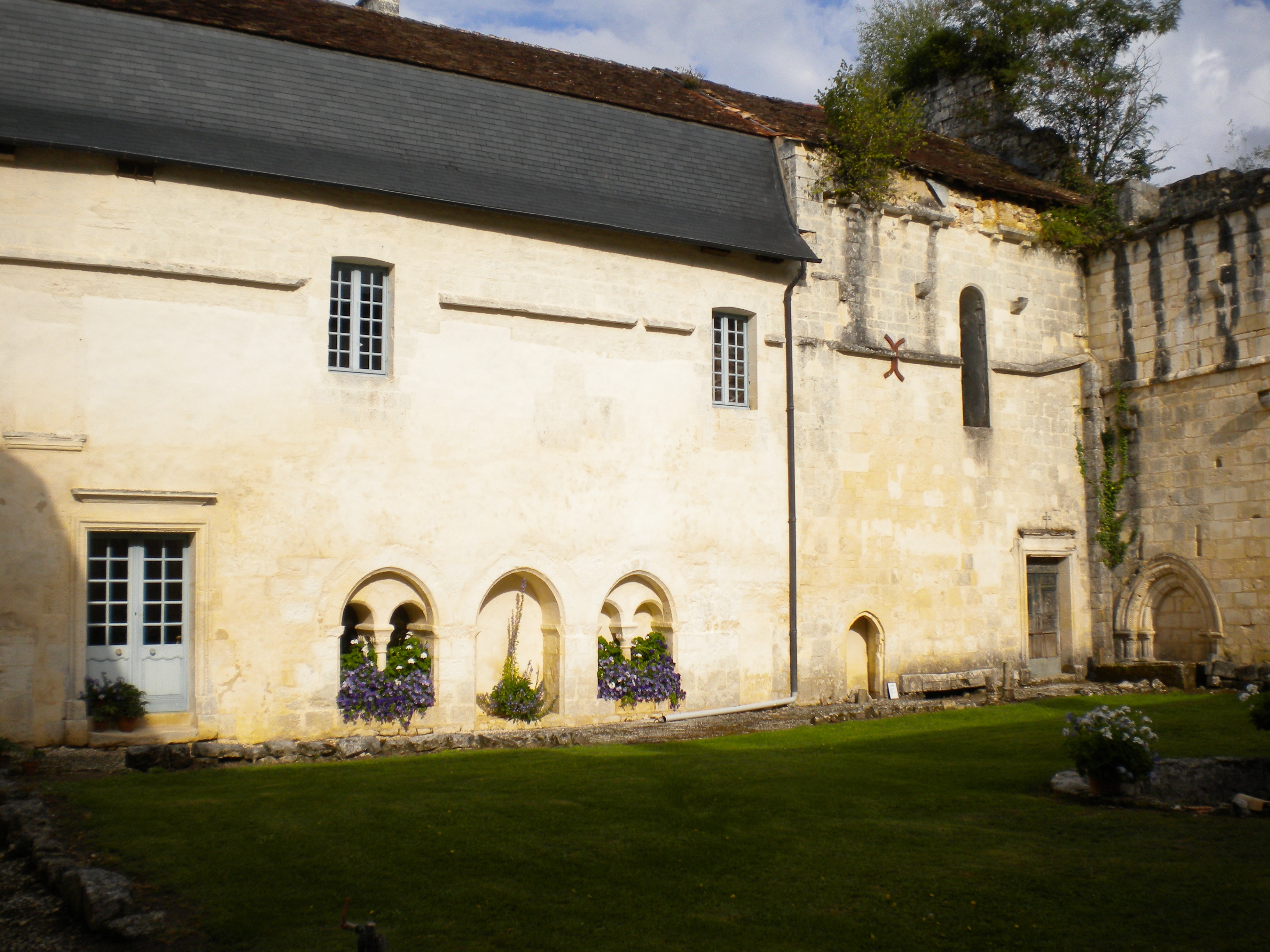
Klosterinnenhof des Klosters Grosbois bei Charras
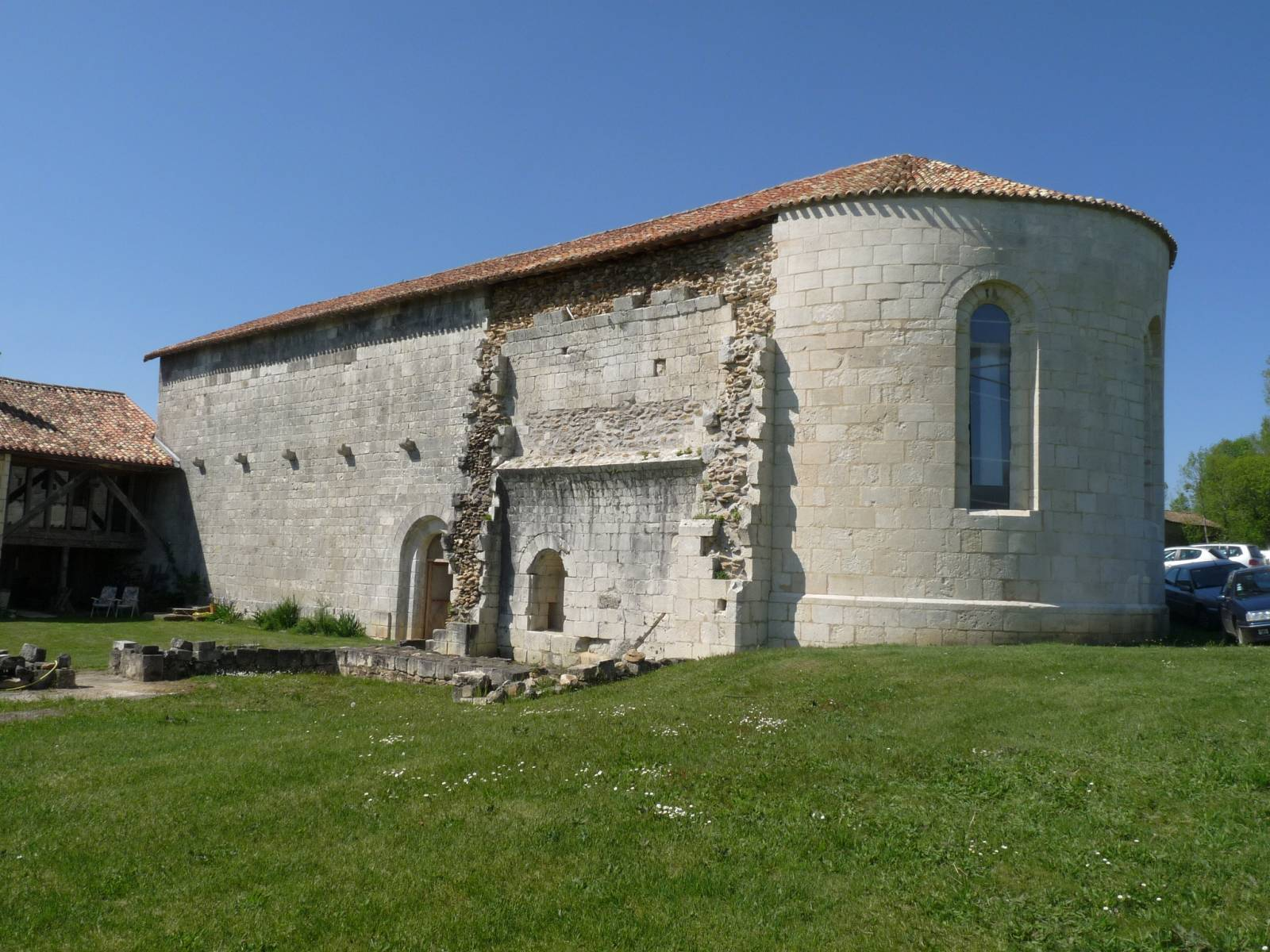
Grammontenserkirche des Klosters Rauzet bei Combiers
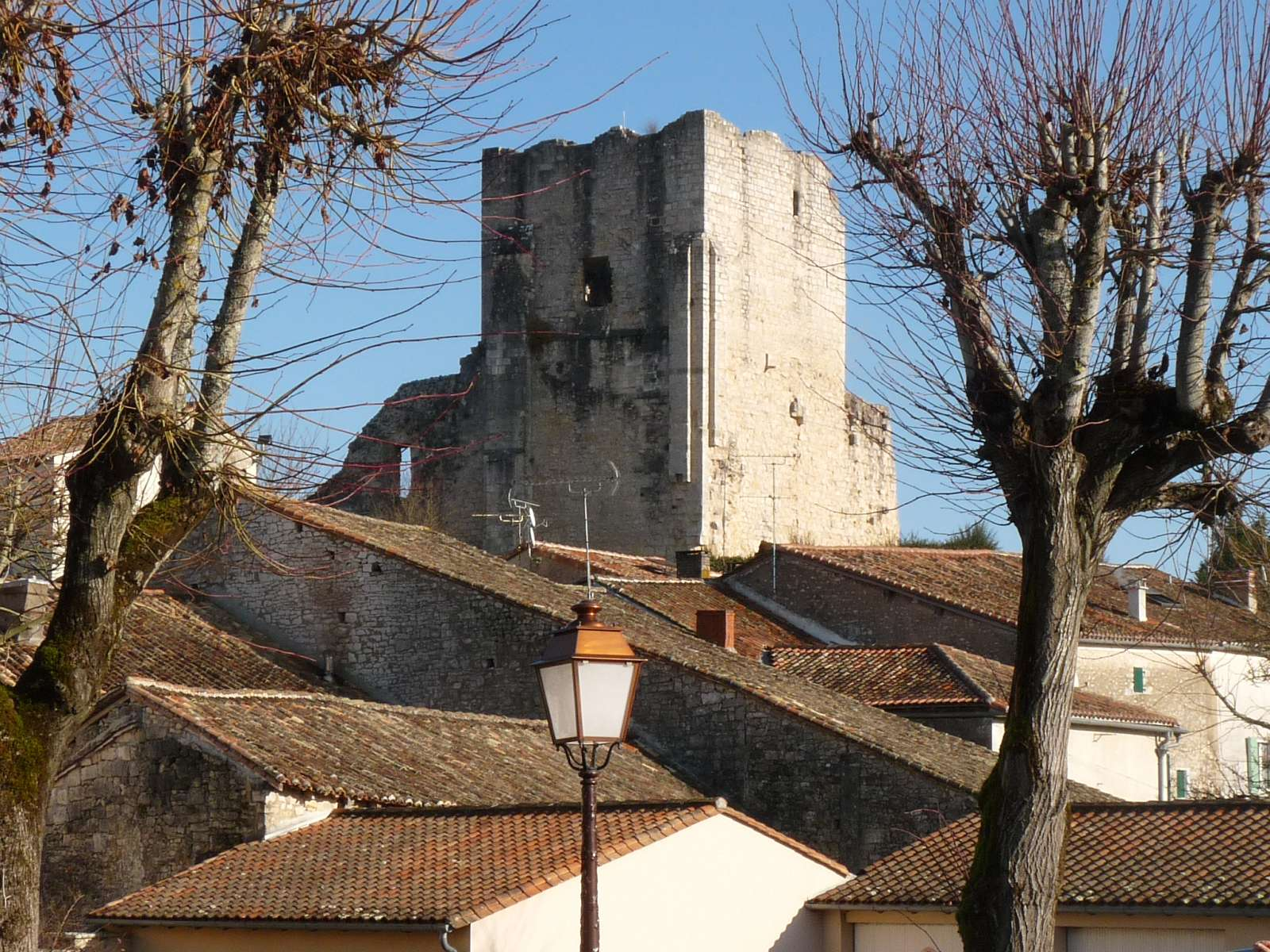
Marthon mit Donjon aus dem 12. Jahrhundert
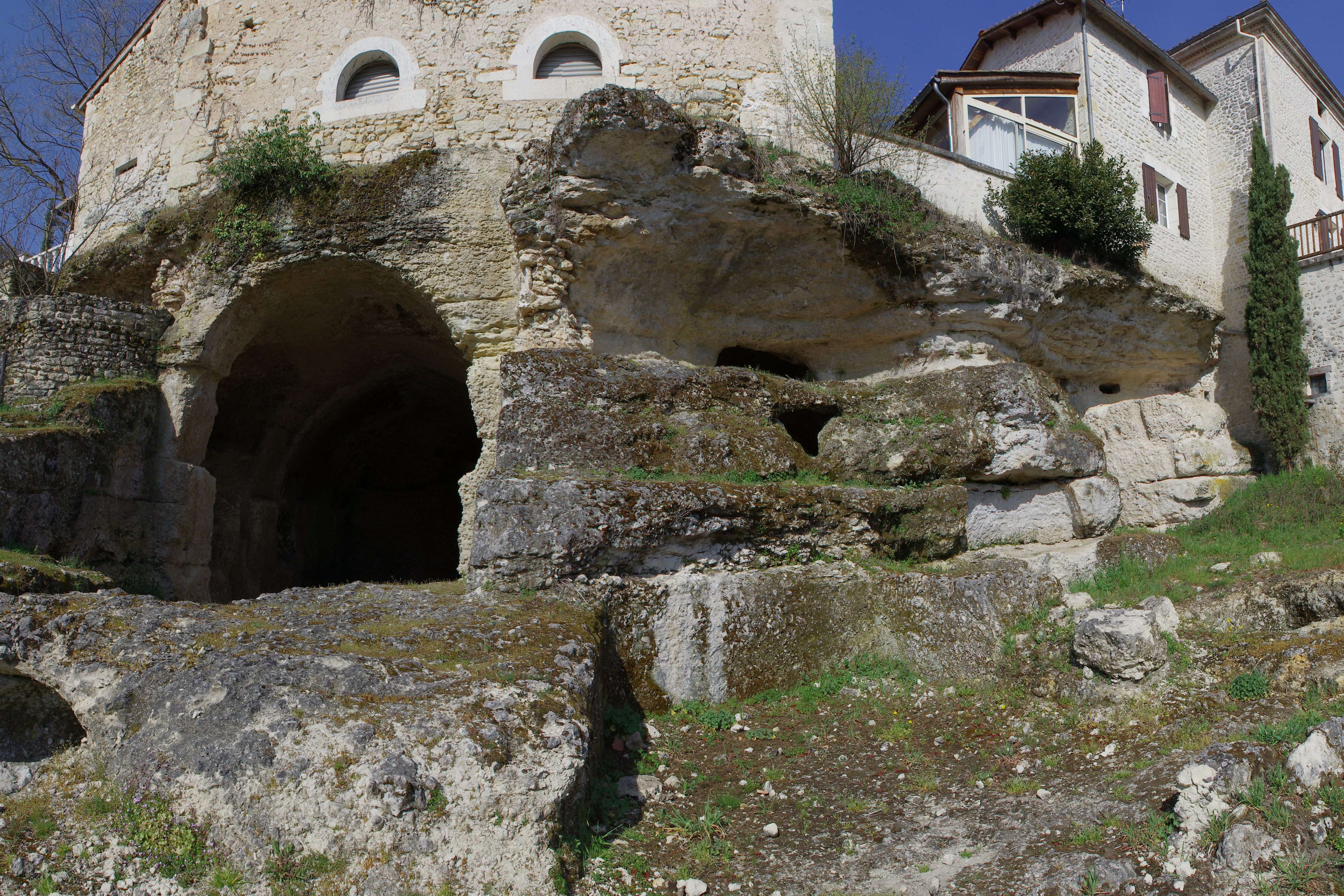
Haupteingang zur Felsenkirche von Gurat
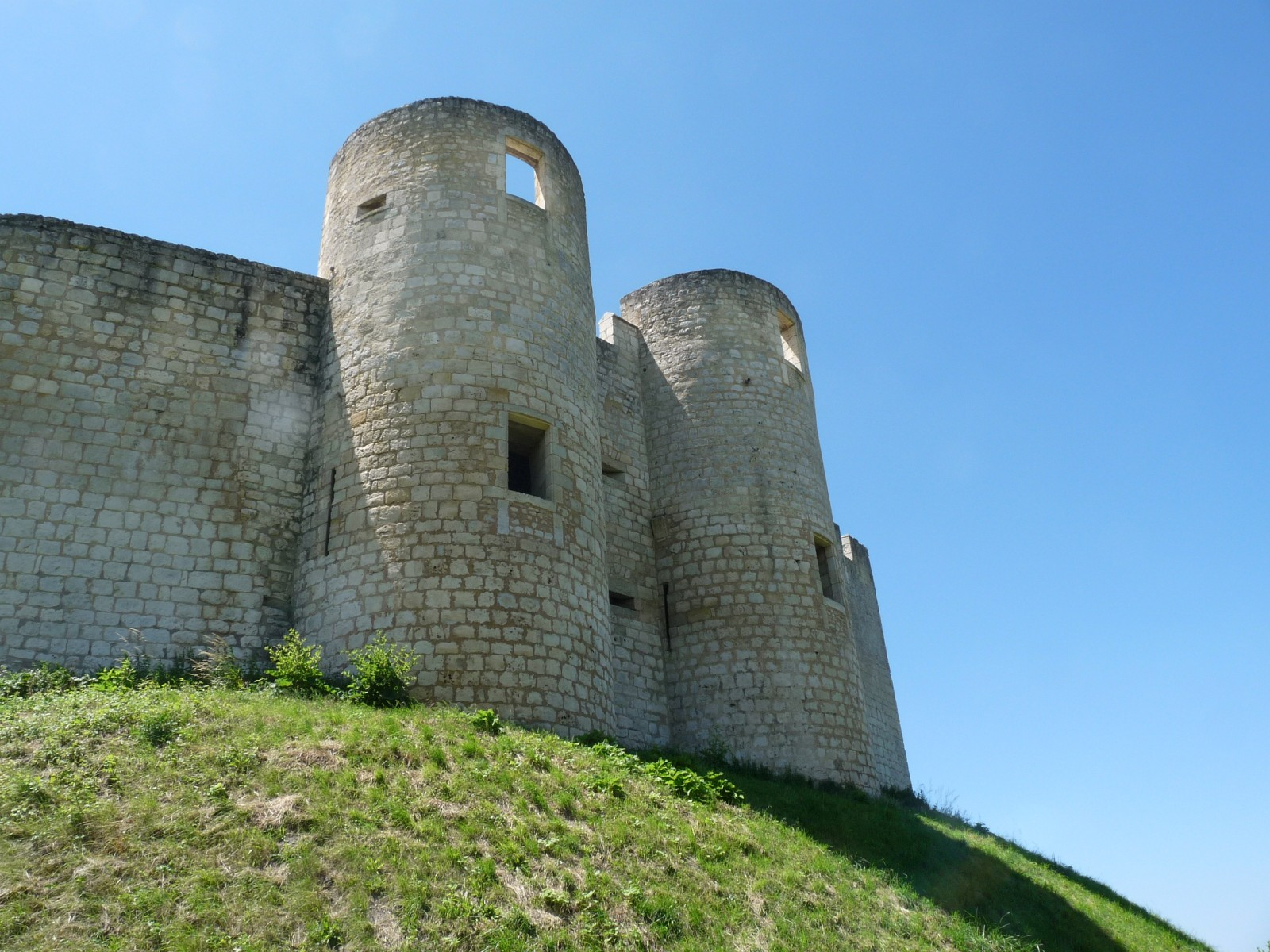
Burg von Villebois-Lavalette